# Кавказские игры

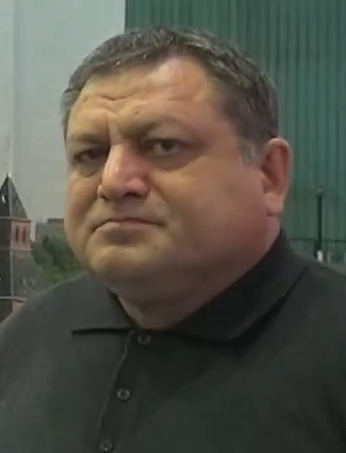
Инициатор Кавказских игр Исраил Арсамаков.

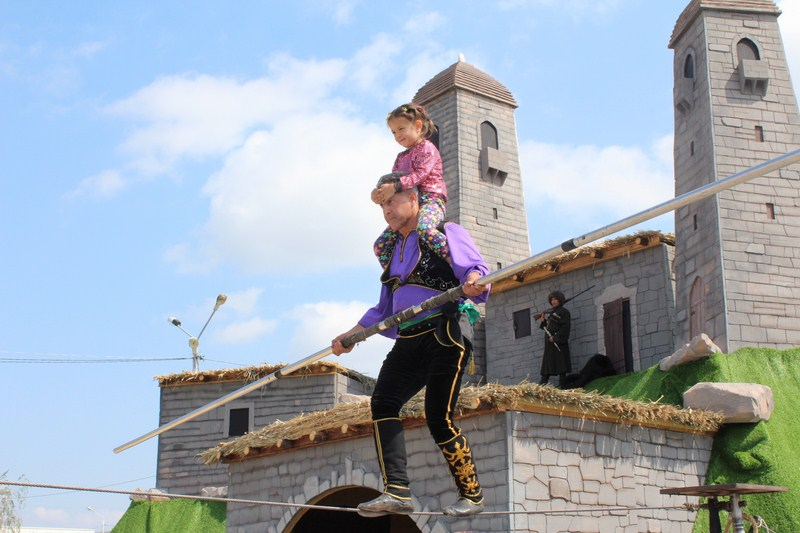
Выступление канатоходца Усмана Дадаева на Кавказских играх 2014 года в Грозном.

Кавказские игры — ежегодные спортивные соревнования среди команд республик СКФО, проходящие с 2010 года.

## История
В 2009 году в Ингушетии прошли Ингушские игры. Автором идеи проведения игры выступил известный спортсмен Исраил Арсамаков. Программа игр состояла из соревнований по традиционным видам физической активности народов Кавказа: бег по пересеченной местности и в гору, борьба, джигитовка, скалолазание, стрельба из лука верхом, переноска тяжестей, ходьба на ходулях.
Игры вызвали большой интерес за пределами Ингушетии. В 2010 году оргкомитет по проведению Олимпиады в Сочи включил Кавказские игры в культурную программу Олимпиады. Тогда же распоряжением Правительства России фестиваль был включён в план мероприятий по реализации стратегии социально-экономического развития СКФО до 2025 года.
Одной из целей проведения фестиваля, как сказано в Положении:
является содействие сохранению традиционной культуры и национальных видов спорта, укрепление дружбы и дальнейшего развития межнациональных дружеских отношений народов Северного Кавказа.
Первые и вторые Кавказские игры прошли в 2010 и 2011 годах в Карачаево-Черкесии. В 2012 году игры проходили в Кабардино-Балкарии. Игры 2013 года прошли в Пятигорске (Ставропольский край) 5-7 октября.
В программу IV Кавказских игр, проходивших в Пятигорске, входили соревнования по 12 видам спорта:
- Лёгкая атлетика;
- Армрестлинг;
- Перетягивание каната;
- Борьба на поясах;
- Лазание по канату;
- Передвижение на ходулях;
- Перенос тяжести на дистанцию;
- Поднятие тяжести;
- Прыжковое двоеборье;
- Силовое троеборье;
- Стрельба из лука;
- Мини-футбол.

Победителем IV Кавказских игр стала команда Чеченской Республики.
В рамках Фестивалей также проводятся показательные выступления по национальным видам спорта республик СКФО, культурная программа с участием творческих коллективов, выставки изделий народных промыслов и произведений художников из субъектов СКФО, другие мероприятия.
В 2011 году оргкомитет возглавил полпред президента Александр Хлопонин. Деньги, необходимые для проведения очередного фестиваля, были внесены министерством спорта и министерством культуры России. Тогда же инициатор идеи Исраил Арсамаков был выведен из состава оргкомитета.

## Судебное разбирательство
В августе 2014 года, за месяц до начала очередных Кавказских игр, арбитражный апелляционный суд по иску автора идеи Исраила Арсамакова принял решение о запрете министерству спорта и министерству культуры использовать название «Кавказские игры» и их логотип. Суд принял во внимание утверждения истца, что с того момента, как фестиваль попал под контроль министерства спорта, в его программу начали включать виды спорта, никакого отношения к Кавказу не имеющие.